# 魚 (電影)
是一部1999年上映的韓國動作劇情片，深刻描繪南北韓政治情勢。該片由《隔世琴緣》的導演姜帝圭執導，韓石圭、崔岷植、宋康昊及金允珍主演，影片於1999年2月13日在韓國上映。
上映前，運用韓國開發銀行投資公司（KDB Capital）向該片投資500萬美金，以呈現出比擬好萊塢的視覺效果。韓國上映後，造成強烈的轟動，締造總共660萬人次的票房記錄，超越《鐵達尼號》的417萬人次，引起國際媒體的報導。該片被視為韓國電影崛起的的轉捩點之一，亦促成韓國企業投入大量資金振興韓國電影，另一方面，有鑑於本片出類拔萃的影響下，讓有意效仿的電影公司再度重新掀起一股南北韓情勢的熱潮。
2024年，本片在導演姜帝圭親自出面將相關的影片權利問題解決之後，終於順利於韓國重映數位修復版本。

## 有關片名
高麗雅罗鱼（쉬리）是一種鯉科淡水生物，生長在朝鮮半島洛東江等地，是朝鮮半島的象徵。

## 概述
故事劇情述說一對戀人在南北韓情勢的影響下，為忠心報效所屬的國家，反成為民族傷痛的犧牲者。整個舞臺環繞在韓國境內的市區、道路、運動場及濟州島取景，而劇情內最重要的關鍵地濟州島不但成為觀光景點，甚至成為會晤國家領袖之處。

## 劇情
南韓情報人員柳重遠與李將吉，隸屬於南韓極機密的高層情報單位。某天，軍火走私商任鳳珠意圖以一份極為重要的情報來換取保護時，卻在交付情報的地點遭狙擊手射殺身亡。當時，柳重遠從狙擊手的行兇模式與手法，直覺下手者是隸屬於北韓第八特種部隊的女殺手李芳姬。
於是柳、李二人開始著手調查任鳳珠被狙殺的死因。在調查的過程中，兩人發現諸多疑點，甚至發現李芳姬已試圖滲透到南韓國家國防實驗室，偷取最新研發的液態炸藥「CT-X」。而知情者就是遭到她殺害的任鳳珠。得知消息後，柳與李緊急趕到實驗室去，卻發現李芳姬已經將該炸藥實驗負責人殺害，而CT-X已遭北韓第八特種部隊偷走。
此時，北韓的第八特種部隊首腦朴武影與其手下，已成功將CT-X運回總部。雖然，柳與李曾前去阻止北韓第八特種部隊，但卻落入朴武影所設下的圈套中，使兩人差點喪命。
後來，分析每次行動失敗的原因時，他們發現在每次展開行動前，李芳姬總是能預知他們所有行動，便開始警覺情報局內應該有北韓內奸，洩漏了他們每次行動的機密。然而，當情報局想盡辦法要再度奪回CT-X的時刻，隊長與柳、李三人卻開始彼此懷疑對方是洩密的內奸，也互相監視行動，而最後柳重遠終於赫然發現，始終無法掌握行蹤的李芳姬，其實就在自己身邊……

## 演員
- 韓石圭 飾演 柳重遠，南韓情報人員。
- 崔岷植 飾演 朴武影，北韓特務隊長。
- 宋康昊 飾演 李將吉，南韓情報人員，柳重遠的同僚。
- 金允珍 飾演 李明顯，观赏鱼店店长，柳重遠的女友。
- 金允珍 飾演 李芳姬，北韓特務隊員。
- 尹柱相 飾演 高靖錫
- 朴埇佑 飾演 鱼成植
- 朴恩淑 飾演 整容前的李芳姬
- 趙德賢 飾演 李元度
- 重文 飾演 裴元錫
- 金秀路 飾演 安賢哲
- 金相美 飾演 秀
- 南明烈 飾演 寬浩
- 孫鎬鈞 飾演 任鳳珠，軍火走私商。
- 朴止一 飾演 國防研究所組長
- 崔益俊 飾演 運全秉
- 張鉉誠 飾演 特別搜査班隊員
- 黃晸玟 飾演 特別搜査班隊員
- 趙乘演 飾演 搜索探員
- 劉河福 飾演 警備員
- 池大韓 飾演 OP特攻隊員
- 丁世亨 飾演 OP特攻隊員
- 林炯俊 飾演 OP特攻隊員
- 余鎬民 飾演 OP特攻隊員
- 尹熙元 飾演 OP特攻隊員
- 李必模 飾演 北韓特需8軍團隊員
- 李鐘赫 飾演 北韓特需8軍團隊員

## 獎項
| 年份   | 颁奖礼                     | 奖项                   | 入围者                 | 结果 | 参考 |
| ------ | -------------------------- | ---------------------- | ---------------------- | ---- | ---- |
| 1999年 | 第20届青龍電影獎           | 最佳导演               | 姜帝圭                 | 獲獎 |      |
| 1999年 | 第20届青龍電影獎           | 观影人次最多的韩国电影 | 《生死谍变》           | 獲獎 |      |
| 1999年 | 第44届亞太影展             | 最佳剪辑               | 曲之                   | 獲獎 |      |
| 1999年 | 第44届亞太影展             | 评审团特别奖           | 《生死谍变》           | 獲獎 |      |
| 1999年 | 第36届大鐘獎               | 最佳男主角             | 崔岷植                 | 獲獎 |      |
| 1999年 | 第36届大鐘獎               | 最佳新人女演员         | 金允珍                 | 獲獎 |      |
| 1999年 | 第36届大鐘獎               | 最佳剪辑               | 曲之                   | 獲獎 |      |
| 1999年 | 第36届大鐘獎               | 最佳照明               | 元明俊                 | 獲獎 |      |
| 1999年 | 第36届大鐘獎               | 最佳企划               | 姜帝圭、边茂林         | 獲獎 |      |
| 1999年 | 第36届大鐘獎               | 最佳音响技术           | 李炳河、金锡元         | 獲獎 |      |
| 1999年 | 第36届大鐘獎               | 人气奖                 |                        | 獲獎 |      |
| 1999年 | 第35届百想艺术大奖         | 电影部门大奖           | 姜帝圭                 | 獲獎 |      |
| 1999年 | 第35届百想艺术大奖         | 电影部门 最佳影片      | 《生死谍变》           | 獲獎 |      |
| 1999年 | 第35届百想艺术大奖         | 电影部门 最佳导演      | 姜帝圭                 | 獲獎 |      |
| 1999年 | 第35届百想艺术大奖         | 电影部门 最优秀演技奖  | 崔岷植                 | 獲獎 |      |
| 1999年 | 第22届黄金摄影奖           | 最佳摄影银奖           | 金成福                 | 獲獎 |      |
| 1999年 | 第22届黄金摄影奖           | 最佳新人女演员         | 金允珍                 | 獲獎 |      |
| 1999年 | 第22届黄金摄影奖           | 最优秀人气男演员奖     | 崔岷植                 | 獲獎 |      |
| 1999年 | 第22届黄金摄影奖           | 最佳照明               | 尹宏植                 | 獲獎 |      |
| 1999年 | 第2届导演选择奖            | 最佳导演               | 姜帝圭                 | 獲獎 |      |
| 1999年 | 第19届韩国电影评论家协会奖 | 最佳新人女演员         | 金允珍                 | 獲獎 |      |
| 1999年 | 第19届韩国电影评论家协会奖 | 最佳剧本               | 姜帝圭                 | 獲獎 |      |
| 1999年 | 第19届韩国电影评论家协会奖 | 最佳技术               | 朴曲之（剪辑）         | 獲獎 |      |
| 1999年 | 第19届韩国电影评论家协会奖 | 特别奖                 | 姜帝圭、边茂林（企划） | 獲獎 |      |
| 1999年 | 第19届韩国电影评论家协会奖 | 十佳电影               | 《生死谍变》           | 獲獎 |      |
| 2001年 | 第24届日本电影学院奖       | 最佳外语片             | 《生死谍变》           | 獲獎 |      |

## 外部連結
- Daum上《魚》的資料

- 韩国电影数据库（KMDb）上《魚》的資料
- 互联网电影数据库（IMDb）上《魚》的资料（英文）
- 豆瓣电影上《魚》的資料 （简体中文）
- 《魚》在HanCinema的页面（英文）
- Box Office Mojo上《魚》的资料（英文）
- 爛番茄上《魚》的資料（英文）
- 開眼電影網上《魚》的資料（繁體中文）